# Piet van Wyk
Pieter „Piet“ van Wyk (* 5. Juli 1931 in Rustenburg, Transvaal; † 2. April 2006 in Pretoria) war ein südafrikanischer Ökologe und Biologe.

## Leben
Van Wyk studierte ab 1949 an der Universität Potchefstroom, wo er 1956 mit der Dissertation Die invloed van die ligfaktor op die groei, ontwikkeling en voortplanting van 'n aantal mesofitiese grassoorte zum Master of Science graduierte. Von 1956 bis 1961 war er Forschungsbeauftragter für Weideland an der Abteilung für landwirtschaftlich-technische Dienste. 1961 wurde er Assistenzbiologe und später Biologe in der Forschungsgruppe des Kruger-Nationalparks sowie Vorsitzender der Gruppe für Forschung und Öffentlichkeitsarbeit des Verbandes der südafrikanischen Naturparks (South African Parks Board). Van Wyk war auch Naturfotograf. Er unternahm ausgedehnte Exkursionen und initiierte eine umfangreiche Fotodatenbank über endemische Baumarten Südafrikas. Er schrieb mehrere populärwissenschaftliche Sachbücher und Beiträge, die dazu beitrugen, das öffentlichte Interesse an Bäumen der Region zu erhöhen.

## Ehrungen und Dedikationsnamen
1991 wurde van Wyk mit der Chancellor’s Medal der Universität Pretoria sowie der Ehrendoktorwürde der Universität von Südafrika in Anerkennung seines Beitrags zur Botanik, zum Naturschutz und zur Umwelterziehung im südlichen Afrika gewürdigt. Delbert Wiens benannte 1978 die Gattung Vanwykia aus der Gattung der Riemenblumengewächse zu Ehren von Piet van Wyk.

## Schriften
- Trees of the Kruger National Park Volume I and II., 1972 und 1974
- Field guide to the trees of the Kruger National Park, 1984
- ’n Fotogids tot die bome van Suider-Afrika, 1993
- ESKON Tree Identification Guide – Transvaal, 1993
- Southern African trees: A photographic guide, 1993
- Veldgids tot die Bome van die Nasionale Krugerwildtuin, 1994
- (mit Braam van Wyk): Field Guide to Trees of Southern Africa, 1997 (2. Auflage 2013)
- A Photographic Guide to Trees of Southern Africa, 2001
- (mit Braam van Wyk): How to Identify Trees in Southern Africa, 2007
- Pocket Guide Trees of Southern Africa, 2013